# Philippe Béhagle
Philippe Béhagle, né le 27 juillet 1641 à Audenarde et mort le 23 juillet 1705 à Beauvais, est marchand-tapissier du roi et directeur de la Manufacture royale de tapisserie de Beauvais.

## Biographie
D'une famille flamande, Philippe Béhagle est le fils de Martin Béhagle et de Marguerite Le Secq. Il se forme dans l'atelier d'Hippolyte de Comans (1660-1672), qui est intégré à la Manufacture des Gobelins en 1667.
Il épouse, le 24 novembre 1669, en l'église Saint-Hippolyte de Paris, Anne Van Heuven (Hoven). Ils sont les parents de Philippe II Béhagle et de Jean-Baptiste Béhagle (aïeul de Ferdinand de Béhagle), ainsi que le grand-père de Thomas Pincemaille, directeur des aides en l'élection de Beauvais puis de Compiègne.
Il travaille ensuite à Audenarde (1672-1678) puis à Tournai (1677-1684).
En 1684, il succède à Jean-Baptiste Hinart à la tête de la Manufacture royale de tapisserie de Beauvais. 
Il a également un atelier privé à Paris, au Faubourg Saint-Martin, fondée vers 1698.